# 柏尾町
柏尾町（かしおちょう、英: Kashio-chō）は、横浜市戸塚区の町名。丁番を持たない単独町名である。住居表示未実施。

## 地理
戸塚区やや東部に位置し、面積は0.863 km²。北端を東から来る平戸永谷川が流れ、町の北西端で西から来る阿久和川を合わせて柏尾川となり南へ藤沢市の境川まで流れる。町内を東海道・横須賀線と国道1号が並行する。町西部の不動坂交差点からは神奈川県道401号瀬谷柏尾線と戸塚道路が分かれる。また不動坂交差点の戸塚道路、保土ヶ谷側には神奈川県で最も古いモチノキとされる益田家のモチノキ（神奈川県指定天然記念物）があったが、2017年（平成29年）に発生した無断伐採事件により衰弱し、枯死してしまった（天然記念物指定は解除）。国道の北側はブリヂストンやポーラ化粧品、児玉化学工業、森紙業などの工場が立地する。南部は県営柏尾台団地や柏尾富士見台団地などの住宅地となっている。

### 字名
| - 吉田 - 古川 - 土婦 - 下 - 中土婦 - 広町 - 大善寺前 - 尾崎台 - 尾崎下 - 宮下 - 市場谷 - 殿ケ谷 - 梶路免 - 寺之上 | - 並木 - 孫之台 - 寺下 - 両谷 - 薬師下 - 八ケ谷 - 鍵谷 - 大丸 - 池ノ谷 - 池ノ下 - 柏尾向 - 蛇久保 - 留郷 - 台 |

### 地価
住宅地の地価は、2025年（令和7年）1月1日の公示地価によれば、柏尾町字両谷1130番30の地点で16万1000円/m²となっている。

## 歴史
かつての鎌倉郡下柏尾村で、下柏尾村は1889年（明治22年）に上柏尾・前山田・後山田・品濃・平戸・舞岡の各村および永谷村飛び地と合併、川上村の一部となる。1939年（昭和14年）4月1日に横浜市戸塚区に編入された際、下柏尾村が柏尾の本村であったことから「下」が除かれ、戸塚区柏尾町が新設された。地名のカシオは山稜の斜面を意味すると考えられ、『新編相模国風土記稿』に「村名、古（いにしえ）樫尾と記せしにや」の記述がみられる。

## 世帯数と人口
2025年（令和7年）6月30日現在（横浜市発表）の世帯数と人口は以下の通りである。
| 町丁   | 世帯数    | 人口    |
| ------ | --------- | ------- |
| 柏尾町 | 2,994世帯 | 6,642人 |

### 人口の変遷
国勢調査による人口の推移。
| 年                 | 人口  |
| ------------------ | ----- |
| 1995年（平成7年）  | 6,184 |
| 2000年（平成12年） | 6,094 |
| 2005年（平成17年） | 6,280 |
| 2010年（平成22年） | 6,304 |
| 2015年（平成27年） | 7,103 |
| 2020年（令和2年）  | 6,926 |

### 世帯数の変遷
国勢調査による世帯数の推移。
| 年                 | 世帯数 |
| ------------------ | ------ |
| 1995年（平成7年）  | 2,214  |
| 2000年（平成12年） | 2,226  |
| 2005年（平成17年） | 2,380  |
| 2010年（平成22年） | 2,486  |
| 2015年（平成27年） | 2,796  |
| 2020年（令和2年）  | 2,782  |

## 学区
市立小・中学校に通う場合、学区は以下の通りとなる（2024年11月時点）。
| 番地 | 小学校             | 中学校             |
| ---- | ------------------ | ------------------ |
| 全域 | 横浜市立柏尾小学校 | 横浜市立舞岡中学校 |

## 事業所
2021年（令和3年）現在の経済センサス調査による事業所数と従業員数は以下の通りである。
| 町丁   | 事業所数  | 従業員数 |
| ------ | --------- | -------- |
| 柏尾町 | 114事業所 | 3,152人  |

### 事業者数の変遷
経済センサスによる事業所数の推移。
| 年                 | 事業者数 |
| ------------------ | -------- |
| 2016年（平成28年） | 113      |
| 2021年（令和3年）  | 114      |

### 従業員数の変遷
経済センサスによる従業員数の推移。
| 年                 | 従業員数 |
| ------------------ | -------- |
| 2016年（平成28年） | 2,974    |
| 2021年（令和3年）  | 3,152    |

## 交通
現在は町内に鉄道駅はなく、戸塚駅・東戸塚駅・横浜駅・緑園都市駅などへの神奈中バスの利用となる。

## 施設
- 横浜市立柏尾小学校
- ブリヂストン 横浜工場
- 戸塚警察署 不動坂交番

## その他

### 日本郵便
- 郵便番号 : 244-0812[3]（集配局：戸塚郵便局[18]）

### 警察
町内の警察の管轄区域は以下の通りである。
| 町名   | 街区 | 警察署     | 交番       |
| ------ | ---- | ---------- | ---------- |
| 柏尾町 | 全域 | 戸塚警察署 | 不動坂交番 |

## 参考資料
- 『県別マップル 神奈川県広域・詳細道路地図』2006年4刷 昭文社 ISBN 9784398626998
- 「山之内庄 上柏尾村」『大日本地誌大系』 第40巻新編相模国風土記稿5巻之101村里部鎌倉郡巻之33、雄山閣、1932年8月。NDLJP:1179240/61。
- “横浜市町区域要覧” (PDF).   横浜市市民局 (2016年6月). 2023年6月6日閲覧。